# Аркадная система
Арка́дная систе́ма или аркадная платформа — специализированная компьютерная система, чьей единственной целью является функционирование на ней различных видеоигр (аркад); встраивается в аркадный автомат. 
Такая аркадная система (платформа) может быть выполнена и в виде одной платы; при этом такая основная плата может включать в качестве расширения любое количество вспомогательных плат.
Самые ранние аркадные системы не основывались на микропроцессорах и не выполняли никакого кода (не были программруемыми), а строились как конечные автоматы: на платах располагались логические вентили, кодирующие в себе элементы игры. 
Следующее поколение аркадных платформ строилось уже с использованием микропроцессоров, причём программный код игры был нераздельно соединён с платформой: на печатной плате размещались изготовленные фабричным образом микросхемы ПЗУ с прошивкой, которую невозможно было изменить. 
Позднее производители разделили код и аппаратное обеспечение платформ, что позволило владельцу менять игры для аркадного автомата по тому же принципу, как пользователь игровой приставки менял в ней картриджи с играми. Первой стандартизованной платформой такого типа стала DECO Cassette System, выпущенная в 1980 году компанией Data East. От разделения программного и аппаратного обеспечения выиграли и производители, и владельцы аркадных платформ: первым разделение позволило выпускать меньше платформ, затраты на производство которых были высоки, и больше видеоигр, на которые тратилось меньше ресурсов; для вторых же разделение означало возможность менять набор игр в аркадном автомате за меньшую цену с меньшими усилиями.

## Список аркадных платформ по производителю

### BrezzaSoft
- Crystal System (2001)

### Capcom
- Capcom Play System (1988—1995)
- Capcom Play System 2 (1993—2004)
- Capcom Play System 3 (1996—1999)

### Cave
- Cave 1st Generation (1994—2001)
- Cave 3rd Generation (2004—)

### CD Express
- Cubo CD32 (1995)

### Data East
- DECO Cassette System (1981—1985)
- Simple 156 (1994—1996)
- MLC System (1995—1996)

### Examu
- EX-BOARD (2008)

### Fuuki
- FG-2 (1995—1996)
- FG-3 (1998—2000)

### Gaelco
- Gaelco GAE1
- Gaelco GAE2
- Gaelco 3D
- Gaelco PC Based

### IGS
- PolyGame Master (1997—2005)
- PolyGame Master 2 (2007)

### Irem/Data East
- M-10
- M-62
- M-107

### Jaleco
- Mega System 32

### Kaneko
- Super NOVA System

### Konami
- GX System
- GQ System
- Baby Phoenix / GV System
- GTI Club System
- M2 System
- Cobra System
- BEMANI DJ-Main
- Hornet System
- System 573
- BEMANI 573 ANALOG
- BEMANI 573 DIGITAL
- BEMANI Firebeat
- Viper
- Pyson

### Limenko
- Power System 2 (2000—2003)

### Midway
- Astrocade
- MCR
- MCR II
- MCR III
- MCR-68
- Seattle
- Y-Unit (1991—1992)
- T-Unit (1993)
- X-Unit (1994; использовалась только для игры Revolution X)
- Wolf Unit (1994—1996)
- V-Unit (1995—1996)
- Vegas
- Zeus
- Zeus II

### Namco
- Namco Pac-Man
- Namco Galaga
- Namco Libble Rabble
- Namco Pole Position
- Namco Super Pac-Man
- Namco Phozon
- Namco System 86
- Namco System 1
- Namco System 2
- Namco System 21
- Namco NA-1
- Namco NB-1
- Namco ND-1
- Namco System FL
- Namco System 22
- Namco System Super 22
- Namco System 11
- Namco System 12
- Namco System 23
- Namco Gorgon / System 22.5
- Namco System Super 23
- Namco System 10
- Namco System 246
- Namco N2
- Namco System 256
- Namco System Super 256
- Triforce

### Nintendo
- PlayChoice-10
- Super System
- VS. UniSystem and VS. DualSystem
- Triforce

### Psikyo
- Psikyo 1st Generation (1993—1996)
- Psikyo SH-2 (1997—2002)

### Sammy
- Atomiswave (2003—2006)
- SSV (Sammy, Seta, Visco)

### Sega
- Sega G80
- Sega System 1
- Sega System 2
- Sega System E
- Sega System 16
- Sega System 18
- Sega System 24
- Sega X Board
- Sega Y Board
- Sega Mega-Tech
- Sega Mega-Play
- Sega System C2
- Sega System 32
- Sega Model 1
- Sega Model 2
- Sega ST-V
- Sega Model 2A-CRX
- Sega Model 2B-CRX
- Sega Model 2C-CRX
- Sega Model 3 Step 1.0
- Sega Model 3 Step 1.5
- Sega Model 3 Step 2.0
- Sega Model 3 Step 2.1
- Sega NAOMI
- Sega Hikaru
- Sega NAOMI 2
- Sega Triforce
- Sega Chihiro
- Sega Lindbergh
- Sega Europa-R

### Seibu
- SPI System

### Seta
- Seta 1st Generation (1987—1996)
- Seta 2nd Generation (1993—2002)
- Seta Aleck64 (1998—2004)

### SNK
- Neo Geo MVS (1990—2004)
- Hyper Neo Geo 64 (1997—1999)

### Sony
- ZN-1 (1996—2000)
- ZN-2 (1997—1999)

### Taito
- Taito F3 System (1992—1998)
- FX-1A System (1995—1996)
- JC System (1995—1998)
- FX-1B System (1996—1997)
- Wolf System (1997)
- PPC JC System (1998)
- Taito G-NET (1998—2004)
- Type Zero (1999—2000)
- Scorpion (2000—2001)
- Type X (2004—2008)
- Type X+ (2005—2007)
- Type X2 (2006—)

### Tecmo
- TPS System (1997—2001)

### Терминал[1]
- ТИА-МЦ-1 (1986—1992)

### Фотон
- Фотон (игровой автомат) (1986—1992)
- Фотон-ИК02 (1986—1992)[2]